# Eva Vliegen
 Eva Vliegen , född 1575, död 1637, var en nederländsk fasteutövare. 
Hon blev berömd i samtiden sin fasta, då hon påstod sig leva på enbart blomdoft.